# Гохдорф (Люцерн)
Гохдорф (нім. Hochdorf LU) — громада  в Швейцарії в кантоні Люцерн, виборчий округ Гохдорф.

## Географія
Громада розташована на відстані близько 70 км на схід від Берна, 13 км на північ від Люцерна.
Гохдорф має площу 9,6 км², з яких на 26,2% дозволяється будівництво (житлове та будівництво доріг), 61,9% використовуються в сільськогосподарських цілях, 10,5% зайнято лісами, 1,5% не є продуктивними (річки, льодовики або гори).

## Демографія
2019 року в громаді мешкало 9884 особи (+13,6% порівняно з 2010 роком), іноземців було 21,8%. Густота населення становила 1025 осіб/км².
За віковим діапазоном населення розподілялося таким чином: 21,8% — особи молодші 20 років, 60,1% — особи у віці 20—64 років, 18,1% — особи у віці 65 років та старші. Було 4034 помешкань (у середньому 2,4 особи в помешканні).
Із загальної кількості 5139 працюючих 144 було зайнятих в первинному секторі, 1921 — в обробній промисловості, 3074 — в галузі послуг.